# Agrilus aguinaldoi
Agrilus aguinaldoi es una especie de insecto del género Agrilus, familia Buprestidae, orden Coleoptera.
Fue descrita científicamente por Fisher, 1921.